# Live at I. U. C. C.
Live at I. U. C. C. ist ein Jazzalbum von Horace Tapscott und dem Pan-Afrikan Peoples Arkestra. Die in unterschiedlichen Besetzungen zwischen dem 25. Februar und 24. Juni 1979 entstandenen Aufnahmen erschienen 1979 in kleiner Auflage als Langspielplatte auf Nimbus West Records. 2019 wurden die Aufnahmen auf Soul Jazz Records wiederveröffentlicht.

## Hintergrund
Tapscott leitete bereits seit Ende 1961 sein dynamisches Orchester namens The Pan-Afrikan Peoples Arkestra (auch P.A.P.A.). Bedingt durch den Umstand, dass seine Nähe zur Black Panther Party (und die Mitwirkung an Elaine Browns Album Seize the Time) ihm eine Beobachtung durch das FBI eingebracht, war seine Studiokarriere von 1969 an für fast ein Jahrzehnt zum Erliegen gekommen. Im November 1978 hatte er das Glück, dass er von einem sozial eingestellten professionellen Spieler namens Tom Albach angesprochen wurde, um mit ihm ein Musiklabel zu gründen. Das Label Nimbus West widmete sich Tapscotts Musik und ermöglichte diesem vollständige künstlerische Kontrolle, allerdings ohne die Erwartung, damit Gewinn zu erzielen, und das Existenzminimum für den Fortbestand der Band bereitstellt zu bekommen, notierte Damen Jobe. Ein weiterer Faktor war die Gelegenheit für regelmäßige Auftritte in der einzigen Gegend von Los Angeles, die Tapscott wirklich am Herzen lag, dem Viertel Watts. Dort war die Immanuel United Church of Christ (I.U.C.C.) an der Ecke 85th and Holmes Street. Dort trat Tapscott viele Jahre lang auf, jeden vierten Sonntag im Monat.
Die Labelgründung und die Auftrittsmöglichkeit verliehen Tapscott immense Stabilität. Bis zum Kontakt mit Albach war die Zahlung der Miete ein echtes Problem, und Tapscott hatte bis dato nur etwa vier Aufnahmen veröffentlicht, alle bis auf eine (ab 1969) in den letzten zwei Jahren. Zuvor hatte er 1978 noch weitere Herausforderungen zu meistern, die bedeutendste war, dass er im Sommer dieses Jahres an einem massiven Aneurysma gelitten hatte und beinahe gestorben wäre. Ein weiterer Grund war, dass er kurz davor stand, seinen musikalischen Leiter, häufigen Arrangeur, Saxophonisten und in Tapscotts Abwesenheit de-facto-Bandleader Jessie Sharps an die US-Armee zu verlieren. Zu dieser Zeit kehrte das P.A.P.A. zur Bühne in der Immanuel United Church of Christ nach mehreren Monaten Abwesenheit für eine besonders flüchtige Show zurück, so der Autor. Dabei entstand auch das Album Live at I.U.C.C.
Sieben der acht Tracks auf diesem Zwei-CD-Album, sind über zehn Minuten lang, „Macrame“ und „Village Dance“ überschreiten die Zwanzig-Minuten-Marke. Ein Großteil der Bläser-getriebenen Musik wird von dem Tenorsaxophonisten Sabir Mateen geleitet, der auch zwei der Kompositionen geschrieben hat. Es sei schwierig, diese groß angelegte Live-Aufnahme mit irgendetwas anderem in Tapscotts begrenzter Diskographie zu vergleichen, meinte Geoff Cowart, da er in den 1960er-Jahren nur ein Album und in den 1970er-Jahren nur eine Handvoll Aufnahmen mit kleineren Gruppen aufgenommen hat. Das Album ist zudem die einzige Aufnahme eines kompletten Arkestra-Konzerts.
Aiee! The Phantom (1996) und Thoughts of Dar Es Salaam (1997) gehörten zu den letzten Alben, die Tapsott zu seinen Lebzeiten vorlegen konnte, und es gab nach seinem Tod 1999 zunächst nur sehr wenige posthume Veröffentlichungen. 2017 veröffentlichte die Filmemacherin Barbara McCullough einen Dokumentarfilm über sein Leben mit dem Titel Horace Tapscott: Musical Griot, der Filmmaterial aus 17 Jahren zeigt, das sie gesammelt hatte. 2019 sei das Interesse an Tapscotts Musik mit den Wiederveröffentlichungen von vier Aufnahmen, Why Don't You Listen? – Live at LACMA (Dark Tree Records), Flight 17 und Call – beide auf Outernational Records erschienen – und dem Album Live at I. U. C. C. wieder aufgelebt, notierte Karl Ackermann. Beides habe dazu beigetragen, mehr Licht auf den Mann zu werfen, der auch die Karrieren von Jazzmusikern wie den Saxophonlegenden David Murray und Arthur Blythe gefördert hatte, meinte Geoff Cowart.

## Titelliste
- Horace Tapscott & Pan-Afrikan Peoples Arkestra: Live at I. U. C. C. (Nimbus 357, Nimbus West NS357C, Soul Jazz Records – SJR CD424)[4]

CD 1
1. Macrame (Jesse Sharps)?20:36
2. Future Sally’s Time (Arthur Blythe, Stanley Crouch) 11:17
3. Noissessprahs (Sabir Mateen) 16:27
4. McKowsky's First Fifth (Jesse Sharps) 16:10

CD 2
1. Village Dance (Sabir Mateen) 26:22
2. L.T.T. (Tapscott) 14:56
3. Desert Fairy Princess (Jesse Sharps) 11:00
4. Lift Every Voice (James Weldon Johnson, J.R. Johnson) 1:58

## Die Sessions
- Horace Tapscott with The Pan Afrikan Peoples Arkestra: Jesse Sharps (sop), Kafi Roberts (fl) Herbert Callies (alto-cl), Michael Session (as), Sabir Mateen, James Andrews (ts), Horace Tapscott (p), David Bryant, Alan Hines (kb) Everett Brown, Jr. (dr). 25. Februar 1979

Macrame
- Lester Robertson (trb), Red Callender (tu), Kafi Roberts, Adele Sebastian (fl), Herbert Callies (alto-cl), Sabir Mateen, James Andrews, Billy Harris (ts), John Williams (bar), Horace Tapscott (p), David Bryant, Alan Hines (kb), Everett Brown, Jr. (dr) Daa’oud Woods (perc). 25. März 1979

Desert Fairy Princess
Lift Every Voice
- Lester Robertson (trb), Billy Harris (sop), Adele Sebastian, Aubrey Hart (fl), Sabir Mateen (ts), John Williams (bar), Horace Tapscott (p), Alan Hines, Roberto Miranda (kb), Billy Hinton (dr), Daa’oud Woods (perc). 27. Mai 1979

L.T.T.
The Village Dance
Future Sally’s time
- Lester Robertson (trb), Billy Harris (sop), Adele Sebastian, Aubrey Hart (fl), Robert Watt (fhr), Sabir Mateen, Desta Walker (ts), John Williams (bar), Linda Hill (p), Louis Spears (cello), Alan Hines, Roberto Miranda, David Bryant (kb), Billy Hinton (dr), Daa’oud Woods, Mike Daniels (perc). 24. Juni 1979

Noissessprahs

## Rezeption

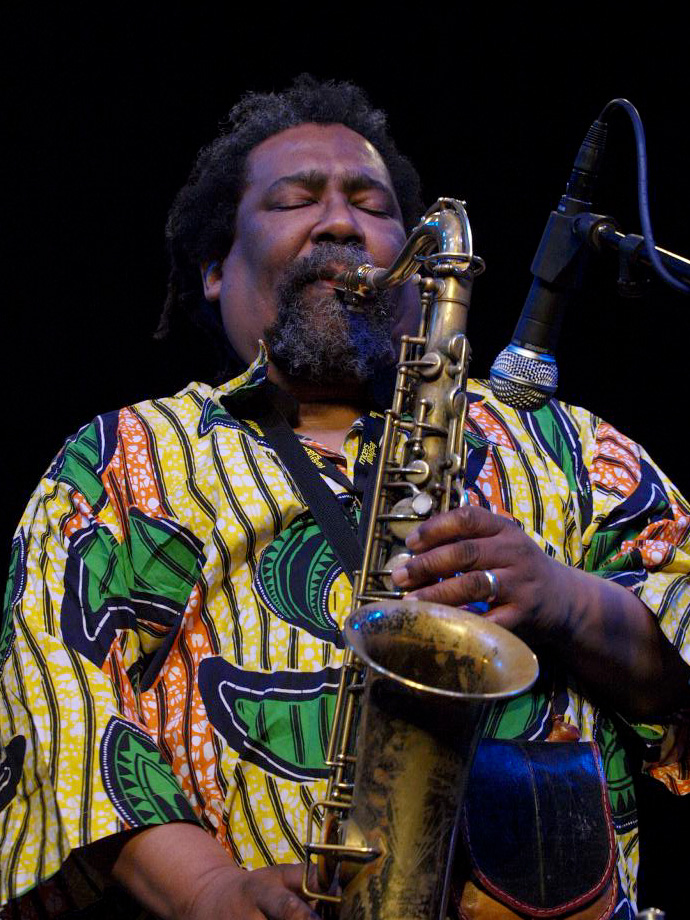
Sabir Mateen beim Moers festival 2009

Nach Ansicht von Karl Ackermann, der das Album in All About Jazz rezensierte, würde der Pianist und Komponist Horace Tapscott erst 20 Jahre nach seinem Tod die Ehrungen erhalten, die ihm auf dem Höhepunkt seiner Karriere weitgehend entgangen seien. Die epischen Stücke „Macrame“ und „Village Dance“ würden die beiden Herzstücke des Albums darstellen und Tapscotts Vorliebe für die Mischung von Avantgarde und Hard-Swing in großen Ensembles auf eine zugängliche, ansteckende Art und Weise verkörpern. „Future Sally’s Time“ (von Arthur Blythe und Stanley Crouch) sei Tapscotts Vorzeigestück, das er mit einem Solo beginne und seine spitzen Linien unregelmäßig durch das dichte Gruppenspiel webe. Das von Tapscott geschriebene „L.T.T.“ zeige eine disziplinierte Herangehensweise, die dennoch Raum lasse, ins Jenseitige aufzusteigen.
Kamasi Washingtons kometenhafter Aufstieg in jüngster Zeit hat zu einer Explosion des Interesses an der Jazzszene von Los Angeles geführt, schrieb Geoff Cowart in The Quietus. Während Spieler wie Charles Mingus, Eric Dolphy, Frank Morgan und Curtis Amy kaum vorgestellt werden müssen, würde jedoch Tapscott größere Anerkennung verdienen. Wo seine politischen und spirituellen Prinzipien unerschütterlich waren, offenbare seine Musik einige interessante Widersprüche. Bei diesem Auftritt im Gemeindesaal stehe Tapscott einer großen Band vor, die überzeugend faszinierend zerebralen und schrillen Jazz aufführe. Es sei aus dem gleichen Guss wie ein Mingus-Big-Band-Auftritt – aber Tapscotts Riffs und Läufe auf dem Piano seien schwer zu fassen und klängen seltsam ätherisch. Und am Ende sei klar, dass in Tapscotts spirituellem Jazz ein ganzes Leben voller musikalischer Ideen dargeboten werde.
Scott Yanow verlieh dem Album in Allmusic dreieinhalb Sterne und schrieb, der Pianist und Komponist Horace Tapscott habe angesichts seiner Originalität und seines offensichtlichen Talents relativ wenige Aufnahmen gemacht. Diese Doppel-LP mit seiner Big Band, musikalisch irgendwo zwischen Post Bop und Avantgarde Jazz angesiedelt, sei eine der wenigen Aufnahmen der Gruppe und enthalte tatsächlich vier verschiedene Versionen des Ensembles. Die Musik sei ziemlich dynamisch und im Allgemeinen aufregend.
Spirituell geht es in diesem zwei Stunden langen Dokument allemal zu, schrieb Tim Caspar Boehme im hhv magazin, und Avantgarde bedeute bei Horace Tapscott nicht, dass ohne Unterlass in Free-Jazz-Manier der Großteil des Form- und Harmoniebestands der Jazztradition auseinandergenommen werde. Vielmehr klinge es so, als würde das Sun Ra Arkestra, „statt in den Weltraum emporzusteigen, einfach mal den Himmel über Los Angeles erkunden“. Auf »Live at I.U.C.C.« würden die Musiker die offen gehaltenen Räume der ausgedehnten Stücke zu wunderbar schwebend konzentrierten Stimmungen verdichten, und wenn es mal richtig dissonant werde wie in »Noissessprahs«, rückwärts für »Sharps Session« (einer der Beteiligten war der Saxofonist Jesse Sharps), klinge das weniger schrill als vielmehr wie eine zusätzliche Verdichtung. Für weitere Vielfalt sorgt der Dichter Kamau Daáood in »McKowky’s First Fifth« mit einem Text für Eric Dolphy.
Diese vielen Aufnahmen im Jahr 1979 hätten zu dem geführt, was oft als das beste und repräsentativste Album des Pan Afrikan Peoples Arkestra angesehen wird, schrieb Damen Jobe (All About Jazz). Tapscott sei – bedingt durch seine Abwesenheit – sichtlich energiegeladen, und sei auch der einzige Pianist bei diesen Auftritt; er teile sich diesmal nicht den Platz mit seiner zweiten Pianistin Linda Hill, während er dirigiert. Der Energielevel sei durchgehend super hoch, so zu hören beim Höhepunkt des Albums, „To the Great House“. Dieses 21-minütige Monsterstück würde eine stampfende, klatschende Gruppe präsentieren, während die Drums und das Klavier einen ansteckenden Vamp spielen, der immer intensiver zu werden scheint. Dazu kommt Jesse Sharps, der diesmal eine Sechs-Loch-Bambusflöte spielt, als wäre ihn für Improvisation auf John-Coltrane-Niveau gemacht. Dieses Album gehöre in das obere Pantheon von allem, was Tapscott je gemacht hat.
Zu den Höhepunkten des Albums zählt Andy Thomas (Daily Bandcamp) die zwei modalen Meisterwerke, komponiert von Jesse Sharps, „Macramé“ und „Desert Fairy Princess“, ein weiteres Highlights sei das 26-minütige Epos „Village Dance“ von Sabir Mateen. Auch wenn die Aufnahmequalität nicht an Studio-LPs heranreiche, sei sie doch als Live-Dokument des Arkestra unverzichtbar.